# Turraea laciniata
Turraea laciniata är en tvåhjärtbladig växtart som först beskrevs av Isaac Bayley Balfour, och fick sitt nu gällande namn av Hermann August Theodor Harms. Turraea laciniata ingår i släktet Turraea och familjen Meliaceae. Inga underarter finns listade i Catalogue of Life.